# Chiesa dei Santi Sette Fratelli Martiri (Pomponesco)
La chiesa arcipretale dei Santi Sette Fratelli Martiri è la parrocchiale di Pomponesco, in provincia di Mantova e diocesi di Cremona; fa parte della zona pastorale 5.

## Storia
Sembra che la primitiva chiesa di Pomponesco fosse stata costruita nel XIII secolo. Da un documento del 1339 si apprende che questa chiesa versava in pessime condizioni a causa delle frequenti alluvioni e guerre. Si ipotizza che la pavimentazione fu rifatta una prima volta nel 1787.
La nuova parrocchiale venne edificata tra il 1829 ed il 1831 su progetto di Giovanni Battista Vergani, come testimonia un'iscrizione posta nella chiesa, che recita: "Questa chiesa fu disegnata dal Sig. Architetto Prof. Vergani ed eseguita da me Bartolomeo Bovi di Mantova e appaltata a Sante Mora di Gonzaga e fu principiata al marzo 1829; è stata ultimata e collaudata il giorno 18 agosto 1831 e nello stesso giorno ne prese possesso il parroco". Tra il 1920 ed il 1921 fu realizzata la nuova facciata, progettata da don Illemo Camelli di Cremona; venne inaugurata il 15 settembre 1921 dal vescovo di Cremona Giovanni Cazzani. Nel 1935 l'interno dell'edificio fu decorato e, tra il 2013 ed il 2018, la chiesa subì importanti lavori di restauro, in seguito al terremoto dell'Emilia del 2012.